# Almila Bagriacik
Almila Bagriacik (Ankara, 10 de julio de 1990) es una actriz nacida en Turquía y nacionalizada alemana, país donde ha realizado gran parte de su carrera en el cine, el teatro y la televisión. Debutó en el cine en el largometraje La extraña, coproducido entre Alemania y Turquía.

## Biografía

### Primeros años y primeros papeles
Bagriacik nació en 1990 en Ankara, capital turca. Junto con su familia se mudó a la ciudad de Berlín en 1995, donde creció hablando turco y alemán. Fue descubierta casualmente por un fotógrafo en 2008 en un club de Kreuzberg, distrito de Berlín, quien la invitó a una audición. Acto seguido, Bagriacik obtuvo el papel de Rana en la película dramática coproducida entre Turquía y Alemania, La extraña, dirigida por Feo Aladag y estrenada en 2010 en el Festival de Cine de Berlín.
Tras lograr reconocimiento en Alemania por su papel en el largometraje, apareció en una gran cantidad de series de televisión como Der Kriminalist, Notruf Hafenkante, Der Lehrer, Großstadtrevier y The Old Fox. Entre 2008 y 2010, Bagriacik interpretó el papel principal en Ein Warngedicht en el teatro Hebbel am Ufer de Berlín.

### Popularidad

#### Hördur
Bagriacik protagonizó su primer largometraje en 2015, Hördur. La autoridad fílmica alemana Deutsche Film- und Medienbewertung (FBW) se refirió a la película como "digna de elogio", uno de los estándares más altos de calidad utilizados por la FBW. Una de las razones de la decisión del jurado fue, entre otras cosas: "El casting de la joven Almila Bagriacik en el papel de Aylin puede ser descrito como un golpe de suerte". La Verband der deutschen Filmkritik nominó a Bagriacik como mejor actriz en 2015 por su actuación en Hördur.

#### 2015 - actualidad

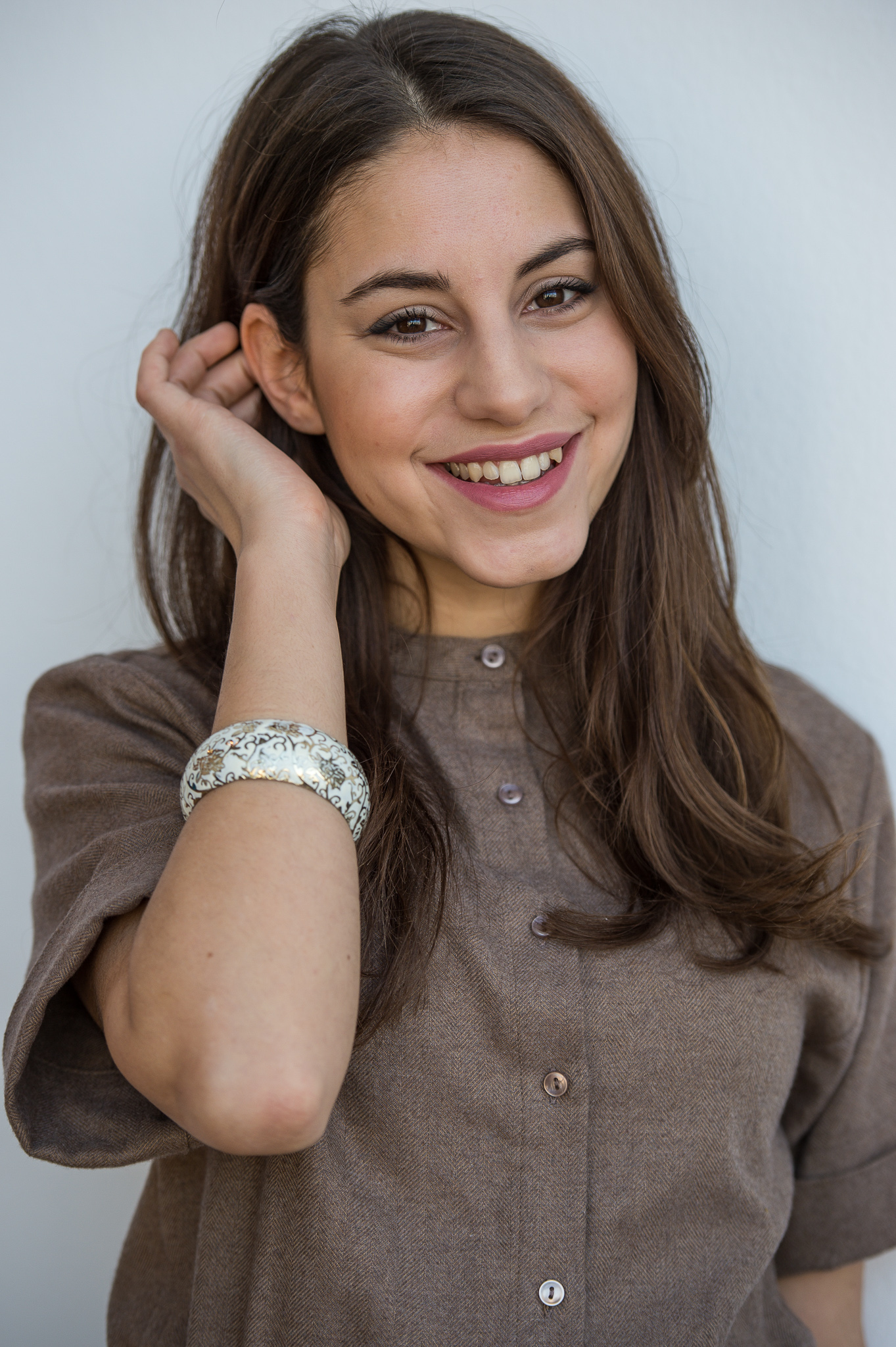
Almila Bagriacik en 2017.

En el telefilme de la cadena ARD Commissioner Pasha, Bagriacik interpretó el papel principal de la investigadora Jale Cengiz en 2015. Dos películas relacionadas con la serie, Kommissar Pascha y Bierleichen, fueron estrenadas el 16 y el 23 de marzo de 2017. En la segunda parte de la trilogía de la ARD sobre los asesinatos perpetrados por el grupo criminal Clandestinidad Nacionalsocialista Die Opfer – Vergesst mich nicht, la actriz personificó a Semiya Simsek en 2016.
Bagriacik obtuvo el German Acting Prize 2017 y fue nominada al Bunte New Faces Award como mejor nueva actriz de 2016. También ganó un Deutscher Fernsehpreis (Premios de la Televisión Alemana) en 2017 en la categoría de mejor miniserie. En la laureada serie de TNT 4 Blocks, Bagriacik interpretó el papel principal de Amara junto con Frederick Lau, el rapero Veysel y Kida Khodr Ramadan. Los dos primeros episodios de la serie se presentaron en la Berlinale de 2017.
Desde finales de 2015 hasta 2017, Almila Bagriacik interpretó a Filiz en la exitosa serie turca Hayat Şarkisi, en un papel recurrente. Desde mediados de 2017 ha estado interpretando a la comisionada Mila Sahin en la reconocida serie de detectives Tatort. Un año después apareció en el telefilme Der gute Bulle 2 del director Lars Becker. El mismo año protagonizó otra película para televisión, Unschuldig, de Nicolai Rohde. En 2019 protagonizó el largometraje Sólo una mujer, dirigido por Sherry Hormann y basado en el homicidio de una joven berlinesa de origen turco-kurdo a manos de uno de sus hermanos.

## Filmografía destacada

### Cine y televisión
- 2010: La extraña
- 2010: Countdown – Die Jagd beginnt (Serie de televisión; Episodio: Blutsbande)
- 2011: GhettoLoveGrief (Cortometraje)
- 2012: Glanz & Gloria
- 2013: Tatort
- 2013: Notruf Hafenkante (Serie de televisión, Episodio: Gelegenheit macht Diebe)
- 2013: Der Lehrer (Serie de televisión, Episodio: Elektroschocker, Pfefferspray und SEK vor der Tür)
- 2014: Großstadtrevier (Serie de televisión, Episodio: Auf den Barrikaden)
- 2010–2014: Der Kriminalist (Serie de televisión: 2 episodios)
- 2014: Alarm für Cobra 11 – Die Autobahnpolizei (Serie de televisión, Episodio: 1983)
- 2012–2014: Leipzig Homicide (Serie de televisión; 2 episodios)
- 2014: Hördur
- 2015: Unter Verdacht
- 2015: The Old Fox (Serie de televisión)
- 2016: Kommissar Pascha (Telefilme)
- 2016: Hayat Şarkısı, (Serie de televisión)[12]
- 2017: Bierleichen (Telefilme)[13]
- 2017-2019: 4 Blocks (Serie de televisión)[14]
- 2017: Kommissarin Lucas
- 2017: Tatort (Serie de televisión)
- 2017: Nachtschicht15 (Telefilme)
- 2018 Der gute Bulle 2 (Telefilme)
- 2018 Unschuldig (Telefilme)
- 2019 Nur eine Frau [Sólo una mujer]
- 2019 Wahrheit oder Lüge
- 2020 Im Feuer
- 2020 Nimby
- 2021 Gefährliche Wahrheit (Telefilme)

## Premios y reconocimientos
- 2017: Mejor actriz joven (Die Opfer - Vergesst mich nicht), German Actors Award (ganadora)
- 2016: Mejor actriz joven (Die Opfer – Vergesst mich nicht), New Faces Award (nominada)[15]
- 2016: Mejor actuación de una actriz joven (Hördur), Dream Fest Cinema (ganadora)[16]
- 2016: Mejor actriz (Hördur), Children Jury Golden Sparrow (nominada)
- 2015: Mejor actriz (Hördur), German Film Critics Award (nominada)[4]